# 하늘이 부를 때까지
"하늘이 부를 때까지"는 1980년에 개봉한 대한민국의 영화이다.

## 캐스팅
- 이대근
- 이영옥
- 황건
- 국정환
- 조재성
- 박동룡
- 남포동
- 김욱
- 마빈
- 나정옥
- 추석양
- 김민규
- 성명순
- 임해림
- 윤일주
- 박일
- 지용남
- 김대현
- 박달
- 박용팔
- 오세장
- 이승열
- 나갑성
- 권일정
- 조학자